# آریان خان
آریان خان (انگلیسی: Aryan Khan؛ زادهٔ ۱۲ نوامبر ۱۹۹۷) کارآفرین و بازیگر هندی است. او بزرگ‌ترین فرزند بازیگر هندی شاهرخ خان و تهیه‌کننده گوری خان است. پس از فارغ‌تحصیلی از دانشگاه کالیفرنیای جنوبی، او مشترکاً شرکت Slab Ventures را در سال ۲۰۲۲ بنیان نهاد. او تحت این شرکت یک برند اشتراکی لوکس به نام D'yavol راه‌اندازی کرد.

## آغاز زندگی و تحصیلات
آریان خان در ۱۲ نوامبر ۱۹۹۷ در بمبئی، مهاراشترا، هند به دنیا آمد. او بزرگ‌ترین فرزند بازیگر هندی شاهرخ خان و تهیه‌کننده گوری خان است. او دو خواهر و برادر جوان‌تر، شامل بازیگر سوهانا، دارد. خان از دین پدر و مادرش، یعنی اسلام و هندوئیسم پیروی می‌کند. او تحصیلاتش را تا ۱۵ سالگی در مدرسه بین‌المللی دیروبهائی امبانی انجام داد و پس از آن در مدرسه سونوکس در لندن حضور یافت.
خان در کودکی نقش نسخهٔ جوان شخصیت پدرش را در یک سکانس از فیلم گاهی شادی گاهی غم (۲۰۰۱) بازی کرد. او همچنین به‌عنوان صداپیشه در دوبلهٔ هندی شگفت‌انگیزان (۲۰۰۴) نقش داشت و سپس صداپیشهٔ سیمبا در دوبلهٔ هندی شیرشاه (۲۰۱۹) بود. هر دوی این فیلم‌ها را در کنار پدرش صداپیشگی کرد. خان در سال ۲۰۲۰ با مدرک تحصیلی کارشناسی هنرهای زیبا در سینما و تلویزیون از دانشکدهٔ هنرهای سینمایی دانشگاه کالیفرنیای جنوبی فارغ‌تحصیل شد.

## مسائل حقوقی
در ۳ اکتبر ۲۰۲۱، خان به‌همراه شش تن دیگر به‌وسیلهٔ اداره کنترل مواد مخدر هنگام یورش به یک مهمانی پر سروصدای ادعاشده در یک کشتی گردشی دستگیر شد. خان برای تحقیق در مورد یک کار غیرقانونی ادعاشده دربارهٔ مواد مخدر در سطح جهانی بازداشت شد. او ۲۵ روز را در زندان مرکزی بمبئی گذراند و پذیرش وثیقه چهار بار رد شد اما در ۲۸ اکتبر ۲۰۲۱ وثیقهٔ ارائه‌شده از سوی او پذیرفته شد. او در مهٔ ۲۰۲۲ از تمام اتهامات تبرئه شد. سامیر وانخده یکی از افسرانی بود که تحقیقات را بررسی می‌کرد و بعدها به فساد و اخاذی در ارتباط با این پرونده متهم شد و دفتر مرکزی تحقیقات ادعا کرد که اتهامات مربوط به مواد مخدر بخشی از یک طرح دروغین برای باج‌گیری از خانواده خان بوده‌است.